# Epidendreae
De Epidendreae vormen een tribus (geslachtengroep) van de Epidendroideae, een onderfamilie van de orchideeënfamilie (Orchidaceae).
De Epidendreae zijn onderverdeeld in zes subtribi:
- Bletiinae, omvat de geslachten Basiphyllaea, Bletia en Hexalectris
- Chysinae
- Coeliinae
- Laeliinae
- Pleurothallidinae
- Ponerinae

 'Lagere' Epidendroideae 

Tribus: Gastrodieae · Neottieae · Nervilieae · Sobralieae · Triphoreae · Tropidieae · Xerorchideae

 'Hogere' Epidendroideae 

Tribus: Arethuseae · Calypsoeae · Cymbidieae · Dendrobieae · Epidendreae · Malaxideae · Podochileae · Vandeae 

Subtribus Bletiinae

Geslachten: Basiphyllaea · Bletia · Hexalectris

Subtribus Chysinae

Geslacht: Chysis

Subtribus Coeliinae

Geslacht: Coelia

Subtribus Laeliinae

Geslachten: Acrochis· Adamantinia· Alamania · Arpophyllum · Artorima · Barkeria · Brassavola · Broughtonia · Cattleya · Cattleyella · Caularthron · Constantia · Dimerandra · Dinema · Domingoa · Encyclia · Epidendrum · Guarianthe · Hagsatera · Homalopetalum · Isabelia · Jacquiniella · Laelia · Leptotes · Loefgrenianthus · Meiracyllium · Microepidendrum · Myrmecophila · Nidema · Oestlundia · Orleanesia · Prosthechea · Pseudolaelia · Psychilis · Pygmaeorchis · Quisqueya · Rhyncholaelia · Scaphyglottis  · Sophronitis · Tetramicra

Subtribus Pleurothallidinae

Geslachten: Acianthera· Anathallis · Andinia · Barbosella · Brachionidium · Chamelophyton · Dilomilis · Diodonopsis · Draconanthes · Dracula · Dresslerella · Dryadella · Echinosepala · Frondaria · Kraenzlinella · Lepanthes · Lepanthopsis · Masdevallia · Myoxanthus · Neocogniauxia · Octomeria · Pabstiella · Phloeophila · Platystele · Pleurothallis · Pleurothallopsis · Porroglossum · Restrepia · Restrepiella · Scaphosepalum · Specklinia · Stelis · Teagueia · Tomzanonia · Trichosalpinx · Trisetella · Zootrophion 

Subtribus Ponerinae

Geslachten: Helleriella · Isochilus · Ponera · Nemaonia · 